# Верещагин, Григорий Егорович

Мемориальная плита на здании 6-го корпуса УДГУ в Ижевске

Григо́рий Его́рович Вереща́гин (22 сентября 1851, Полом, Вятская губерния — 27 августа 1930, Ижевск, Нижегородский край) — российский и советский писатель, просветитель-демократ и этнограф, краевед, священнослужитель. Первый удмуртский писатель.

## Биография
Родился 22 сентября (4 октября) 1851 года в селе Полом Глазовского уезда Вятской губернии (ныне Кезский район Удмуртии) в семье крестьянина-удмурта Егора Ивановича Верещагина и его жены Евдокии Ивановны. Грамоте выучился в родном селе. С детских лет интересовался народным творчеством, литературой, увлекался живописью, ремёслами, пением, искусно играл на русской гармошке, гитаре и фисгармонии.
В 1870 году окончил Сарапульское реальное училище. Работал учителем в земских школах в сёлах Сосновка, Шаркан и деревне Ляльшур Сарапульского уезда. В конце XIX века принял духовный сан. С 1895 по 1900 год был диаконом кладбищенской церкви в городе Елабуге, с 1900 по 1927 год — священником в селе Бураново этого же уезда. Духовного звания лишён в 1927 году. В Бураново одновременно работал и в местной земской школе. Воспитанники Г. Верещагина К. М. Баушев, И. Д. Дмитриев-Кельда и Я. Т. Чазов стали в годы Советской власти кандидатами наук.
Последние три года Г. Верещагин с женой жил в Ижевске. Умер 27 августа 1930 года.

## Научная деятельность
Верещагин в течение полустолетия занимался изучением жизни и быта удмуртского и русского населения Удмуртии, причём экспедиции проводил на собственные средства. Материалы экспедиций использованы в монографиях «Вотяки Сосновского края» и «Вотяки Сарапульского уезда Вятской губернии», вышедших в серии «Записки Императорского русского географического общества» в Санкт-Петербурге в 1886 и 1889 гг. Обе монографии отмечены серебряными медалями ИРГО, а автор их в декабре 1888 года был избран в члены-сотрудники этого общества. Участвовал в проведении Всероссийской переписи населения 1897 года в качестве переписчика по Глазовскому уезду.
Г. Верещагин оказывал активное содействие в подготовке экспонатов для научно-промышленных и сельскохозяйственных выставок, проводившихся в Вятке, Казани и Ижевске, и для краеведческих музеев в Сарапуле и Ижевске.
Г. Верещагин участвовал в судебном процессе по «делу мултанских вотяков», куда он приглашался из Ляльшура в качестве этнографа-эксперта со стороны защиты. Его экспертизы высоко оценил русский писатель-гуманист В. Г. Короленко, присутствовавший на суде в 1895 году как журналист и в 1896 году как адвокат.
Все этнографические работы Г. Верещагин писал в беллетризованной форме, но как художник он проявил свой талант в собственно литературных произведениях, созданных на русском и удмуртском языках. О нём первым как о поэте писал венгерский академик Бернат Мункачи после личного знакомства в 1885 г. в селе Шаркан. Как литератор Г. Верещагин характеризуется и в редакционной статье «Календаря и памятной книжки Вятской губернии на 1897 год», а также в статье об истоках удмуртской художественной литературы писателя Кедра Митрея, напечатанной в 1929 году в глазовской уездной газете «Выль гурт» («Новая деревня»).
Стихотворению «Чагыр, чагыр дыдыке…» («Сизый, сизый голубок…») ранее приписывалось авторство Верещагина (считалось, что в его монографии «Вотяки Сарапульского уезда Вятской губернии» оно было опубликовано лишь «под видом» фольклорной колыбельной песни). Современные учёные пришли к выводу, что это чисто народная песня и что её автором Верещагин быть не мог. Поэтические произведения Г. Верещагина известны по публикациям под псевдонимами Удморт, Г. В. и Г. В-н в научно-методической работе «Руководство к изучению вотского языка» (Ижевск, 1924) и в газете «Гудыри» в 1924 г. Поэмы-сказки «Батыр дӥсь» («Богатырская одежда») и «3арни чорыг» («3олотая рыбка»), написанные по мотивам русской народной сказки «Чудесная рубашка» и пушкинской «Сказка о рыбаке и рыбке», стали достоянием читателя по публикациям в журнале «Молот» (1967) и сборнике статей УдНИИ «Об удмуртском фольклоре и литературе» (Ижевск, 1973).
К выдающимся прозаическим произведениям Г. Верещагина относится большой художественно-этнографический очерк «Общинное землевладение у вотяков Сарапульского уезда», написанный на материале деревни Ляльшур и опубликованный в «Календаре и памятной книжке Вятской губернии на 1896 год».
Г. Верещагин с первых дней Октябрьской революции принял Советскую власть, одобрял её национальную политику и активно включился в осуществление задач культурной революции в Удмуртии. Участвовал в работе 1 Всероссийского съезда удмуртов, состоявшегося в 1918 году в Елабуге. В 1921 году в Ижевске на Первом съезде писателей Удмуртии выступил с докладом о происхождении удмуртского народа. Успешно трудился над составлением удмуртско-русского и русско-удмуртского словарей, печатался в «Трудах Научного общества по изучению Вотского края» и в газете удмуртских большевиков «Гудыри».
Г. Верещагин признан отечественными и зарубежными учёными первым крупным удмуртским писателем, просветителем и учёным.
Произведения Г. Верещагина переведены на русский, татарский, эстонский и венгерский языки.